# 김성곤 (1913년)
김성곤(金成坤, 1913년 8월 15일 (음력 7월 14일) ~ 1975년 2월 25일)은 대한민국의 기업인, 정치인으로 호는 성곡(省谷)이다.

## 생애

### 유년기
1913년 경상북도 현풍군(現 대구광역시 달성군)에서 아버지 김광도와 어머니 김봉옥 사이에서 출생하였고, 1929년 대구고등보통학교에 편입하지만, 4학년 때 교내 항일운동을 주동했다는 이유로 퇴학당하여 다시 상경, 보성고등보통학교를 졸업하였다.

### 삼공유지합자회사 설립
1937년 보성전문학교 상과를 졸업하고 1939년에 비누공장인 삼공유지합자회사를 설립하였다. 해방 직후 조선건국준비위원회 경북지부에서 활동하였으며, 1946년 남조선로동당 재정부장으로 대구 10.1 사건에서 연루돼 심각성을 느끼고 그 뒤 서울로 올라가 대두유 비축으로 많은 돈을 벌게 되어 이후 1948년 금성방직을 인수한다. 그러나 1950년 6.25전쟁으로 금성방직 안양공장에 화재가 난다. 그 뒤 1952년에 동양통신을 창간하였으며, 1953년에는 연합신문을 인수, 1956년에는 태평방직, 아주방직을 인수하는 등 기업가로서 성공을 이어갔다.

### 정계 입문 및 기업활동
1958년에는 자유당 소속으로 달성에서 제4대 민의원 선거에서 당선되며 정계에 입문하였다. 그러나 4.19혁명으로 인해 한때 정계 은퇴하였으며 5.16 군사정변이후 다시 정계에 복귀하였다. 그 이후 1959년 국민학원(국민대학교)를 인수하여 이사장으로 취임하였다. 1960년에 대한유도회 회장에 피선되었으며 1962년에 쌍용양회를 설립한다. 그 이후 1963년에는 대한민국 제6대 국회의원 선거에 당선되었으며 국회 재정경제위원장이 되었다. 1965년에는 민주공화당 재정위원장, 당무위원이 되었으며 성곡언론문화재단, 성곡학술문화재단을 창립하였다. 1967년에 쌍용제지를 설립하였으며, 제7대 대한민국 제7대 국회의원 선거에서 당선되었다.
김형욱의 회고물과 김창룡 암살 사건 비화 작품에 의하면 대구 10.2 항쟁 당시 남로당 경북 지역 조직 내에서 자금 조달 관련 업무에 개입한 사실이 있으며 박정희 국가 재건 최고 회의 의장에게 경찰에 남은 관련자료 폐기를 부탁하는 과정에서 깊은 인연을 맺고 공화당 창당 및 정당 운영 관련 정치 자금 총책 업무를 담당하게 되었다고 전해 진다.

### 10.2 항명 파동
1967년 김성곤은 길재호, 백남억,  김진만과 함께 민주공화당 내의 핵심인물이 된다. 그 이후 1971년에 치러진 대한민국 제8대 국회의원 선거에서 당선되었다. 그리고 1971년 10월 2일에 야당과 동조하여 박정희 대통령의 명령을 어기고 오치성 내무부장관 해임 건의안을 통과시켰는데 이를 10.2 항명 파동이라 한다. 그 이후 김성곤은 10.2 항명 파동의 주동인물로 지목받아 경위조사를 받고, 정계를 은퇴하게 된다. 그 뒤 1973년에는 대한상공회의소 제8대 회장을 지냈으며, 1974년에는 대한양회 인수, 한국신문연구소 회장 취임을 했다. 그 뒤 1975년 2월 25일 사망하였으며 가족장으로 국민대학교 뒷산에 안장되었다가 1984년 강원도 평창에 이장되었고, 2014년 고향인 대구광역시 달성군 구지면으로 재이장되었다. 국민훈장 무궁화장이 추서되었다.

## 가족
- 부인: 김미희(1920 ~ 1981)
  - 장녀: 김인숙(1940 ~ )
  - 차녀: 김의정(1941 ~ )
  - 장남: 김석원(1945 ~ 2023)
  - 삼녀: 김의령
  - 차남: 김석준(1953 ~ )
  - 삼남: 김석동(1960 ~ )

## 역대 선거 결과
|  | 72.75% |

|  | 64.75% |

|  | 73.96% |

|  | 73.87% |

## 같이 보기
- 국민대학교 성곡도서관